# Хенсли, Кен
Ке́ннет Ви́льям Дэ́вид Хе́нсли (англ. Kenneth William David Hensley; 24 августа 1945, Лондон, Англия — 4 ноября 2020, Агост, Испания) — британский рок-музыкант; клавишник, гитарист, певец, автор песен и продюсер, наибольшую известность получивший как участник Uriah Heep (1970 – 1980-e годы).

## Биография
Кен Хенсли родился 24 августа 1945 года в Пламстеде на юго-востоке Лондона в семье офицера военно-морского флота, давшего своим детям строгое религиозное воспитание в викторианском духе. В десятилетнем возрасте со всей семьёй (родителями, тремя братьями и сестрой) он переехал в Стивенэйдж. Здесь в возрасте одиннадцати лет он начал осваивать гитару, пользуясь самоучителем Берта Уидона.
Свой самый первый концерт Кен Хенсли дал в зале завода Ментмор (англ. The Mentmore Pen Factory) в сентябре 1960 года. Затем был участником местных групп The Blue Notes, Ken And The Cousins, а также Kit And The Saracens, из членов которой в 1963 году образовалась The Jimmy Brown Sound. Последняя группа сделала записи, но до нашего времени они не сохранились.
В 1965 году, утратив интерес к музыке соул, на которой специализировались The Jimmy Brown Sound, Кен Хенсли обратился к более тяжёлому звучанию. Вместе с Миком Тэйлором он вошёл в состав The Gods, где написал большую часть композиций, пел и играл на органе Hammond B3. После распада группы несколько её участников (включая Хенсли) перешла к Клиффу Беннетту в Toe Fat. Параллельно музыкант играл в проекте Head Machine (альбом Orgasm), причём в тот период в основном играл на гитаре.

### Uriah Heep
В конце 1969 года Кен Хенсли принял предложение Пола Ньютона присоединиться к группе Spice, искавшей клавишника. Вскоре состав сменил название на Uriah Heep. Хенсли стал основным автором группы. Он приносил в студию базовые идеи, песенные структуры; затем композиции аранжировались всеми участниками группы, и на выходе получалась коллективная работа Uriah Heep. «В основном я сочинял на гитаре, потому что мы много гастролировали и в те дни не существовало портативных клавишных, которые можно было бы использовать для этой цели», — говорил музыкант. Каждый раз сначала появлялись слова, а позже, нередко в отеле, Кен набрасывал мелодию.

Хенсли выработал своеобразный, чисто индивидуальный стиль игры: 
Я только потому и начал играть на инструменте, что захотел превратить свои стихотворения в песни; только ради этого я научился игре на гитаре и фортепиано — именно поэтому я играю совсем не так, как настоящие музыканты... Я никогда не брал настоящих уроков игры на фортепиано и не смог бы сыграть, как Кит Эмерсон или Рик Уэйкман, но зато никто не играет так, как я.Кен Хенсли
Также по-своему Хенсли научился играть и на слайд-гитаре (используя так называемый «стандартный» строй), а когда Мик Тейлор показал ему, как правильно играть на «открытом» аккорде, переучиться уже не смог.
Участие в Uriah Heep принесло мультиинструменталисту и автору Кену Хенсли мировую славу, несмотря на неприятие критиков, которое в первые годы было почти единодушным. Лишь много лет спустя специалисты признали выдающееся авторское и исполнительское мастерство музыканта. Своим любимым периодом в истории группы Хенсли называл время работы над альбомом Demons and Wizards, когда все музыканты были очень сплочены.
Распад Uriah Heep, по мнению Хенсли, был предрешён смертью Гэри Тэйна. «Гэри был лучшим музыкантом в группе, и когда его не стало, мне стало ясно: это начало конца. И хотя заменивший его Джон Уэттон — великолепный бас-гитарист, певец и аранжировщик, всё же это было другое… химическая реакция стала совсем иной», — говорил он. Несмотря на то, что с Тэйном они не были близкими друзьями, смерть его стала для Хенсли потрясением: «…Просто потому, что когда ты молод, ты кажешься себе неуязвимым и смерть выглядит очень далёкой… Я знал, что у Гэри есть проблемы, особенно с героином, но никак не мог ожидать его смерти». Впрочем, по словам Хенсли, это не изменило его собственных вредных привычек.
В 1980 году Кен Хенсли покинул группу. Этому предшествовал продолжительный конфликт, начало которому ещё в середине 70-х положил алкоголизм Дэвида Байрона.
Одно дело, когда слегка пьян басист или слегка под кайфом гитарист, но когда вокалист пьян вдрызг и не может говорить, падает и не видит ни группы, ни зала, это уже серьёзная проблема… Он пил слишком много, мы много говорили об этом, но ровно ничего не менялось. В конечном итоге я пришёл к менеджеру с ультиматумом: или уходит он, или ухожу я.Кен Хенсли
Байрону дали испытательный срок в два месяца, но за это время положение дел лишь ухудшилось. В конечном итоге вокалист был заменён, но «оказалось, что это конец группы»: после записи четырёх альбомов с обновлённым составом Кен Хенсли в 1980 году покинул коллектив. К этому моменту он был, по собственному признанию, законченным наркоманом. «Нет ничего плохого в деньгах, успехе и женщинах… Но я увлекающаяся натура, для которой незначительные увлечения могут перерастать в серьёзную зависимость», — замечал он по этому поводу. Одной из причин переезда в США было желание собраться с силами и избавиться от наркотической (прежде всего, кокаиновой) зависимости. «Жизнь молодого музыканта в серьёзной рок-группе такова, что её даже трудно описать; моя же личность в Uriah Heep растворилась полностью… Я был совершенно потерян, не имел ни малейшего представления, кто я такой», — признавался музыкант в интервью 2007 года.
Хенсли говорил, что ощутил величие группы лишь спустя пять лет после ухода из неё. В ещё большей степени это осознание проявилось, когда он начал прочитывать письма, приходившие на сайт. «Будучи участником группы в ту доисторическую эпоху, когда не было Интернета… я и не задумывался о том, что отдельные песни могут оказывать огромное влияние на отдельных людей», — признавался он позже. Музыкант утверждал, что его никогда не приглашали вернуться в Uriah Heep, и полагал, что «на то были веские причины: личные или философские, а, возможно, всего лишь связанные с предубеждениями». Он допускал, что «будь Дэвид и Гэри живы, воссоединение произошло бы давно», и, вероятно, «<для группы> и не было бы причин распадаться». Но по поводу перспективы воссоединения в нынешней ситуации отвечал: «Определённо могу сказать только одно: если предложат, я скажу решительно „нет“, потому что не хочу возвращаться назад...»

### Сольная карьера
Ещё будучи участником "Uriah Heep", Хенсли начал сольную карьеру, выпустив в 1973 году при участии коллег Гэри Тэйна и Ли Керслейка альбом «Proud Words On A Dusty Shelf" (№ 173 в чартах в США). В аннотации, написанной Хенсли и размещённой на обложке пластинки, говорится о том, что этот диск представляет собой сборник материала, который не вошёл в "Demons and Wizards" и "The Magician’s Birthday". Но кроме этого материала в альбоме присутствует также ранее опубликованная песня Rain в своей оригинальной аранжировке — той, которая была забракована остальными участниками Uriah Heep: музыканты потребовали сделать концовку песни мягкой и спокойной, изменив тем самым общий настрой произведения. Включив Rain в сольный альбом, Хенсли таким образом спас свою идею песни. Выход в свет Proud Words... не вызвал горячего одобрения у коллег и соратников Кена по Uriah Heep. Так, например, гитарист Мик Бокс отзывался об альбоме в весьма пренебрежительном тоне, называя его не иначе как «Brown Turds On A Rusty Elf». В 1975 году музыкант выпустил свою вторую сольную работу "Eager To Please", в записи которой приняли участие бас-гитарист Марк Кларк (Mark Clarke) и барабанщик Багс Пембертон (Bugs Pemberton).

#### Американский период
Оставив Uriah Heep, Кен Хенсли пытался продолжить свою музыкальную карьеру в Великобритании. Но после неудачной попытки собрать собственную группу Shotgun, переехал в США, где дал несколько концертов в составе Ken Hensley Band и выпустил в 1980 году третий сольный альбом Free Spirit (Bronze Records).
Сначала Хенсли поселился в Денвере, затем отправился в Сент-Луис. Он предполагал, что для выздоровления достаточно будет двух-трёх лет, но потребовалось 12. В Сент-Луисе он поступил на работу в компанию St. Louis Music, производящую музыкальные инструменты и аппаратуру. «Это было здорово: впервые в моей жизни наметилась стабильность, постоянная работа, чего у меня не было до этого в жизни», — говорил музыкант. Важно было для него и сохранить связь с музыкальной индустрией. Хенсли проработал в фирме около 15 лет, разъезжая в командировках по миру. Последние три года он занимался работой всего экспортного отдела, поскольку владел тремя языками: кроме английского — испанским и немецким.
В 1982 году Хенсли присоединился к Blackfoot и выпустил с ними два студийных альбома. Первоначально группа, как вспоминал он сам, пригласила его лишь чтобы добавить «Хаммонд» в микс; в тот момент музыканты хотели освободиться от репутации «группы Южного рока». Хенсли признавал, что стилистически не вписывался в ансамбль, но когда группа пригласила его в турне, «согласился просто потому, что в тот момент ничем больше не был занят… Не самое удовлетворительное время в моей жизни, но винить в этом приходится меня, а не их», — замечал он.
Известие о смерти бывшего вокалиста Uriah Heep Дэвида Байрона в 1985 году потрясло Кена Хенсли. Он тут же покинул коллектив и лишь некоторое время спустя возобновил музыкальную деятельность как сессионный музыкант, сотрудничая, в частности, с такими группами, как Cinderella и W.A.S.P..
Лишь в 1987–88 годах Хенсли полностью избавился от пристрастия к кокаину. «Вера <в Бога> помогла мне перевести жизнь в новое русло и дала мне силы для нового старта. Она до сих пор ежедневно питает меня силой», — говорил он. Официально членом пресвитерианской церкви музыкант стал в 1993 году в Сент-Луисе. Здесь же он приобрёл студию и стал активно участвовать в церковной музыкальной программе.

#### 1994—2002
Следующий сольный альбом Кена Хенсли — From Time To Time — вышел в 1994 году; в него вошли произведения, написанные музыкантом в 1971–82 годы, и теперь заново обработанные, а также ранние версии «классических» песен Uriah Heep, записанные им с участниками Free Полом Коссоффом и Саймоном Кёрком, с которыми он некогда снимал на троих квартиру. В числе музыкантов, чьи партии звучали на пластинке, были также Боз Бюррелл (King Crimson, Bad Company), Мик Ральфс (Bad Company), Иэн Пейс (Deep Purple, Whitesnake) и Кенни Джонс (The Who).

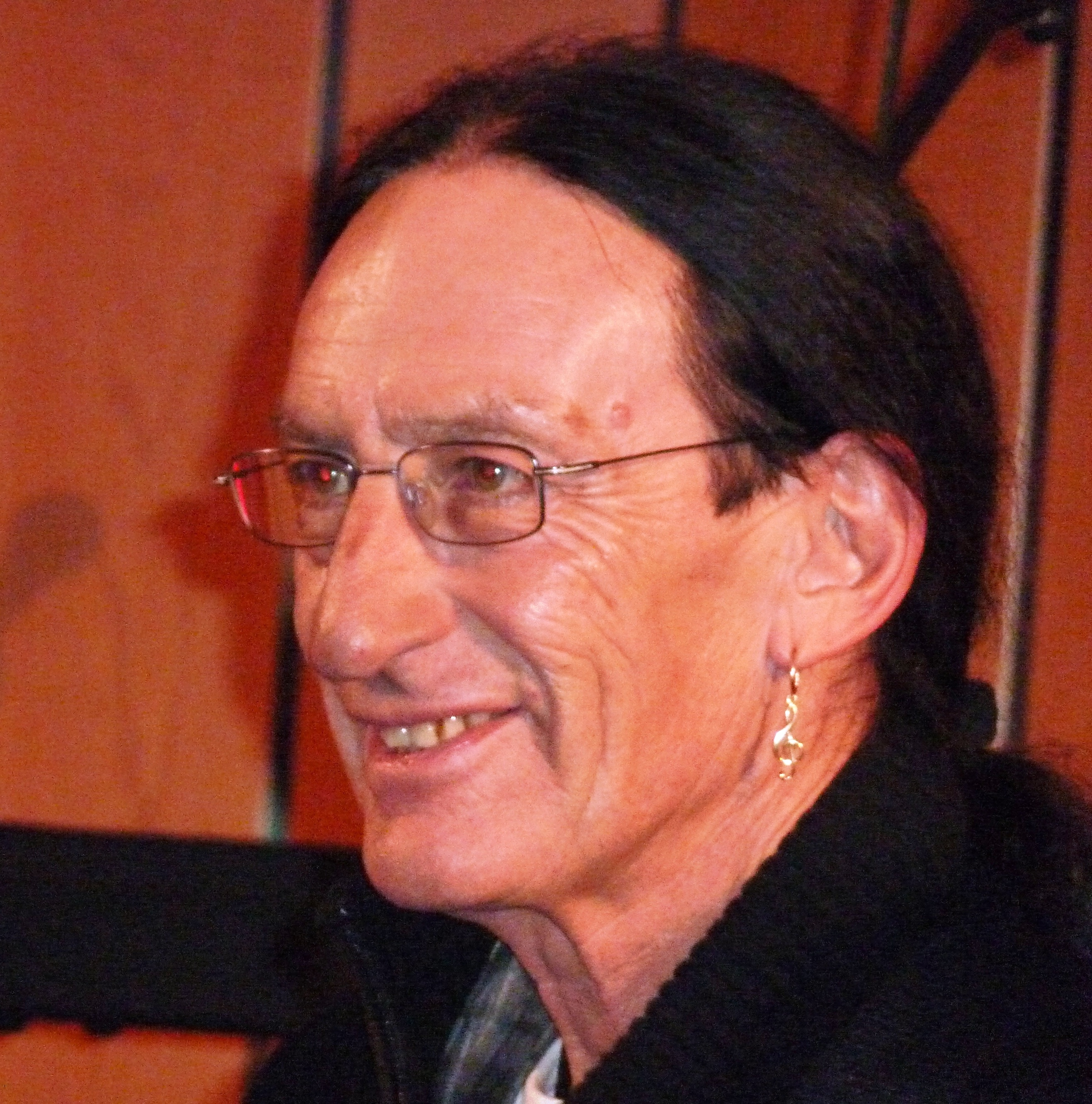
Кен Хенсли, 2009. Creativity Worldforum, Людвигсбург

В 1999 году вышел A Glimpse Of Glory — альбом, практически полностью составленный из новых песен. В 2000 году Кен Хенсли дал совместный концерт с Джоном Лоутоном и Полом Ньютоном в проекте, получившем название Hensley/Lawton Band. В 2002 году он выступил с бас-гитаристом и певцом Джоном Уэттоном, участником Uriah Heep в 1975–76 годах.
В 2002 году Uriah Heep дали несколько концертов, приуроченных к 30-летию выхода альбома The Magician's Birthday. Хенсли принял в них участие в качестве приглашённого музыканта, исполнив с группой несколько своих классических песен. Вместе с ним также принимал участие и Джон Лоутон. По материалам этого выступления был выпущен DVD под названием «The Magician's Birthday Party»

#### 2003—2020
2003 год ознаменовался выходом The Last Dance — нового альбома Кена Хенсли, к этому времени переехавшего в Испанию. В работе над диском приняли участие испанские коллеги-музыканты Анхел Диас, Томми и Овидио Лопез, который (по мнению Хенсли) входит «в пятерку лучших гитаристов Европы», Джавер Де Марко и другие. Выходу альбома предшествовало масштабное гастрольное турне Хенсли по России
В 2004 году Кен Хенсли приехал в Москву для записи альбома, получившего название «The Wizard's Diary», где выступил как обычно в качестве гитариста, певца, сыграв также на привычном Hammond B3, синтезаторе Moog и других клавишных инструментах. Хенсли исполнил здесь классические песни эпохи Uriah Heep, заново аранжированные: «The Wizard», «Illusion», «Rain», «Sweet Freedom», «Lady In Black», «Free Me», «July Morning» и другие. В записи принимали участие исключительно российские музыканты (которым сам Кен дал очень высокую оценку) — барабанщик Андрей Шатуновский, бас-гитарист Алексей Осташев, пианист Вадим Назаров, гитарист Игорь Кожин. Для участии в создании альбома приглашение Кена Хенсли принял коллектив Российского Президентского симфонического оркестра, силами музыкантов которого были сделаны и исполнены оркестровые аранжировки его произведений, которые маэстро также очень высоко оценил. В том же году музыкант принял участие в проекте «Фабрика звёзд».
В 2006 году увидела свет автобиографическая книга Кена Хенсли «When Too Many Dreams Come True — The Ken Hensley Story», в которой автор повествует о разных личностях, которые, по его собственным словам, «на самом деле представляют одного человека — меня самого». В настоящее время книга выдержала несколько переизданий и переведена на болгарский и русский языки.
В 2007 году у Хенсли вышел сольный альбом "Blood On The Highway", вокальные партии в котором, помимо автора, исполнили Йорн Ланде, Джон Лоутон, Ив Галахер, Глен Хьюз, а в записи принимал участие непрофессиональный оркестр молодых музыкантов Alicante Symphony Orchestra.

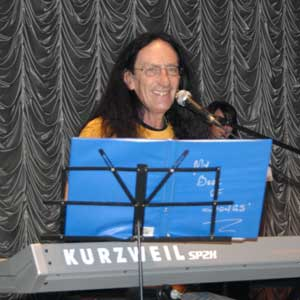
Кен Хенсли, 13 апреля 2010. Ростов-на Дону

«Кровь на автостраде» представляет собой рок-оперу, в которой рассказывается про музыканта, который становится рок-звездой, о том, что он приобрёл, а главное — потерял. Кен Хенсли говорил, что сюжет пластинки во многом автобиографичен, а идея её принадлежала руководителю лейбла, который предложил положить на музыку литературную автобиографию музыканта. Процесс создания песен он сравнивал с написанием киносценария: «Есть сюжет, и в каждой конкретной песне я словно бы выхватываю частицу этого сюжета, это тема внутри общей темы». С материалом альбома Кен Хенсли вышел на гастроли во главе группы The Viking All Stars, все участники которого — норвежцы (вокалист — исландец). Свой коллектив он назвал Live Fire.
В 2009 году Кен Хенсли посетил Всероссийский молодёжный образовательный форум «Селигер-2009», а в апреле 2010 года совершил тур по городам России с серией сольных концертов, в ходе которых, аккомпанируя себе на гитаре и клавишных, исполнил как старые песни, так и новые, включённые в альбом Love… And Other Mysteries, релиз которого был запланирован на 2010 год, но из-за кризиса был отложен до 2012 года. 9 ноября 2010 года состоялся очередной концерт музыканта в Москве.

В сентябре-октябре 2010 года Кен со своим коллективом "Live Fire" провели в Риге (Латвия) студийную сессию записи нового альбома, выпущенного в мае 2011 года на лейбле "Edel". Они работали (как написал Хенсли в дневнике) «…с огромным вдохновением, энергией и удовольствием»:
Я понял основную причину, почему люблю этих ребят. Кажется, они способны читать мои мысли, когда дело доходит до <инструментальных> партий и интерпретации, и они играют всё то, что я в силу своих ограниченных музыкальных способностей лишь желал бы сыграть, если б мог. Может это только для меня кажется немного магическим, но это сильно напоминает мне о другом особенном времени в моей музыкальной жизни.Кен Хенсли

Кен Хенсли с юными российскими поклонниками, 2013 год

Музыкант назвал 2010 год очень для себя плодотворным и заметил, что у него сейчас — «великий менеджер», «фантастическая группа», новый записанный CD-альбом и много великолепных проектов в планах на 2011 год.
В 2013 году Кен Хенсли с обновлённым составом группы "Live Fire" выпустил новый альбом "Trouble". Также увидели свет два концертных альбома: "Live", записанный во время тура с "Live Fire" по Германии и Швейцарии в конце 2012 года, и "Live Tales", записанный во время сольных выступлений музыканта. В августе 2013 года Кен Хенсли принял участие в концерте, организованном в честь дня города Домодедово.

В последнее время Кен много гастролировал. Он очень любил приезжать в Россию, на Украину, в Белоруссию, Болгарию, Грузию, о чём полушутливо заявил в своей песне «Я хочу вернуться» из альбома Trouble:
I wanna go back, back to Russia
I wanna go back, back to Ukraine 
Back to Belarus, Bulgaria too
Hell, sometimes I just wanna get my ass out of SpainКен Хенсли. песня «I wanna go back»
В ходе осенне-зимнего тура (17 ноября — 17 декабря 2014 года) Хенсли дал 23 концерта в разных городах России.
25 сентября 2016 года выступил во Владивостоке на концерте, посвящённом празднованию «Дня Тигра».
7 июля 2018 года музыкант выступил на фестивале «Герои мирового рока» в Новокузнецке, проводимом в честь 400-летия города.
Летом 2020 года, находясь на самоизоляции из-за пандемии коронавируса в своём доме в Испании, Хенсли завершил работу над новым сольным альбомом "My Book of Answers". В основу лирики легли стихи россиянина Владимира Емелина. Альбом вышел 5 марта 2021 года, уже после смерти музыканта.
Кен Хенсли умер 4 ноября 2020 года.

## Личная жизнь
Кен Хенсли жил в Испании, в местечке Агост, вблизи города Аликанте со своей женой Моникой. Они встретились в США, некоторое время пытались жить в Англии («потому что я хотел быть поближе к семье»), но «возненавидели погоду и осознали, что жизнь в Британии дороговата». Решено было переехать в Испанию, где, по словам Хенсли, «хорошая погода, хорошие вина — идеальное место! — и стоимость жизни невысока, потому что мы живём посреди пустыни со всеми своими животными». В доме у супругов, по словам музыканта, восемь собак, «от семи до девяти кошек, в зависимости от того, какой сегодня день», а также куры, кролики, коровы и лошади. Хенсли работал здесь же, в собственной студии "Sacramento Studios", построенной им совместно с Дани Саизом (Dani Saiz) — его партнёром по бизнесу; его рабочий день обычно длился с 11 до 16 часов.
В 2007 году Кен и Моника стали приёмными родителями, усыновив 12-летнего мальчика по имени Хуанито, брошенного цыганами в трёхлетнем возрасте.

## Влияние
Творчество Кена Хенсли оказало значительное влияние на развитие рок-музыки. Визитной карточкой композитора и музыканта стали такие песни, как «Free Me», «Sympathy», «Easy Livin’», «Stealin’», «The Spell», «Lady in Black», «Look at Yourself» (на двух последних он исполнил ведущую вокальную партию) и «July Morning», ставшая неофициальным гимном Болгарии.
Специалисты и коллеги отмечали его мастерство инструменталиста и аранжировщика. «Насколько я могу судить, Кен Хенсли собственноручно написал учебник клавишных для хэви метал», — заявил Блэки Лоулесс (W.A.S.P.).
Сам музыкант среди источников вдохновения отмечал «The Beatles", а именно «комбинацию Джона Леннона, Пола Маккартни и Джорджа Мартина».

## Участие в группах
- The Jimmy Brown Sound (1963—1965) — клавишные
- The Gods (1965—1969) — клавишные, вокал, гитара
- Head Machine (1969) — вокал, гитара, клавишные
- Toe Fat (1969—1970) — гитара, бэк-вокал
- Uriah Heep (1970—1980) — клавишные, вокал, слайд-гитара, акустическая гитара
- Weed (1971) — вокал, клавишные, гитара
- Shotgun (1980) — вокал, клавишные, гитара
- Ken Hensley Band (1981) — вокал, клавишные, гитара
- Blackfoot (1982—1985) — клавишные, бэк-вокал, слайд-гитара
- W.A.S.P. (The Headless Children, 1989) — клавишные
- Cinderella (Heartbreak Station, 1990) — орган Hammond в песнях: «Sick for the Cure», «Make Your Own Way», «Love Gone Bad»
- Брюс Кэмерон (Midnight Daydream, 1999) — клавишные в песнях: «Mind Gardens», «Just like a Spaceman», «She’s So Gone»
- Ken Hensley & Visible Faith (1999) — вокал, клавишные, гитара
- The Hensley Lawton Band (2000) — клавишные, гитара, вокал
- Hensley & Wetton (2002) — клавишные, вокал, гитара
- Ken Hensley’s Free Spirit (2002) — вокал, клавишные, гитара
- Ayreon (2004) — соло на органе Hammond в песне «Loser», альбом «The Human Equation»
- Ken Hensley & The Viking All-Stars Band (2005) — вокал, клавишные, гитара
- Ken Hensley & Live Fire (2006—...) — вокал, клавишные, гитара
- Therion (2006) — соло на органе Hammond в композиции «Trul», альбом «Gothic Kabbalah"
- Je Suis France (2007) — органная мантра в «Hot-Doggin’ on a Flip-Flop»
- Тони Роуленд (Unfolding, 2008) — клавишные, гитара, продюсер
- Б.Т.Р. (2008) — приглашённый музыкант на нескольких концертах
- Шерман Нуар (Demons & Diamonds, 2009) — бэк-вокал на «Soldier’s Song», орган Hammond на «Roses in December»
- Sunrize (2011) — турне "Rock on the Rocks Tour 2011": принимал участие в качестве гостя
- Vanexa (2016) — соло на органе Hammond в композиции «The traveler», альбом «Too heavy to fly»
- Blind Golem (2021) — соло на органе Hammond в композиции «The Day Is Gone», альбом «A Dream Of Fantasy»

## Дискография[20]
Сольные работы
| - Proud Words on a Dusty Shelf (1973) - Eager to Please (1975) - Free Spirit (1980) - The Best of Ken Hensley (1990) - From Time to Time (1994) - A Glimpse of Glory (1999) - Ken Hensley Anthology (2000) - Running Blind (2002) - The Last Dance (2003) | - The Wizard’s Diary (CD/DVD) (2004) - Cold Autumn Sunday (2005) - Elements — Anthology 1968 to 2005 (2006) - Inside the Mystery (2006) - Blood on the Highway (2007) - Live Fire (DVD) (2007) - Love & Other Mysteries (2012) - Live Tales (Live Album) (2013) - Rare & Timeless (Compilation) (2018) - My Book of Answers (2021) |

Uriah Heep
| - Very ’eavy… Very ’umble (1970) - Salisbury (1970) - Look at Yourself (1971) - Demons and Wizards (1972) - The Magician's Birthday (1972) - Uriah Heep Live (1973) - Sweet Freedom (1973) - Wonderworld (1974) - Return to Fantasy (1975) - The Best of Uriah Heep (сборник) (1975) - High and Mighty (1976) - Firefly (1977) - Innocent Victim (1977) - Fallen Angel (1978) - Conquest (1980) - Live at Shepperton ’74 (1986) | - Live in Europe 1979 (1986) - The Collection (сборник) (1989) - Two Decades of Rock (сборник) (1990) - Still ’Eavy Still Proud (сборник) (1990) - Rarities from the Bronze Age (сингловый сборник) (1991) - The Lansdowne Tapes (сборник) (1994) - A Time of Revelation (сборник) (1996) - Live in San Diego 1974 (1997) - Classic Heep – An Anthology (сборник) (1998) - Travellers in Time – Anthology Vol. I (сборник) (2000) - Blood on Stone – Anthology Vol. II (сборник) (2001) - Empty the Vaults: The Rarities (сборник) (2001) - Come Away Melinda: The Ballads (сборник) (2001) - The Magician’s Birthday Party (DVD) (2002) - Chapter & Verse – The Uriah Heep Story (сборник) (2005) - Easy Livin’ – Singles A’s & B’s (сингловый сборник) (2006) |

Другие коллективы:
| The Gods - Genesis (1968) - To Samuel a Son (1969) Head Machine - Orgasm (1970) Cliff Bennett & Toe Fat - Toe Fat (1970) Weed - Weed…! (1971) | Blackfoot - Siogo (1983) - Vertical Smiles (1984) - Live on the King Biscuit Flower Hour (1998) Hensley-Lawton Band - The Return (2001) - Salisbury Live (2001) Ken Hensley & John Wetton - More Than Conquerors (2002) - One Way or Another (2002) Ken Hensley & Live Fire - Faster (2011) - Live!! (Live Album) (2013) - Trouble (2013) |